# Tadahiko Hayashi
Pour les articles homonymes, voir Hayashi.
Tadahiko Hayashi (林 忠彦, Hayashi Tadahiko) (5 mars 1918 - 18 décembre 1990) est un photographe japonais réputé pour un large éventail de travaux, y compris le genre documentaire (en particulier les scènes de genre de la période immédiatement après la guerre) et les portraits.

## Jeunesse et début de carrière
Hayashi naît dans le quartier Saiwai-chō à Tokuyama (depuis 2003 partie de la municipalité de Shūnan), dans la préfecture de Yamaguchi le 5 mars 1918, dans une famille qui gère un studio photographique (Hayashi Shashin-kan, (林写真館). Sa mère, Ishi Hayashi (林イシ), Hayashi Ishi) est une photographe accomplie, en particulier de portraits, formée par son père; Shin'ichi Hayashi (林真一), Hayashi Shin'ichi), le père de Hayashi est un photographe médiocre et un dépensier; le grand-père du garçon contraint les parents au divorce et le garçon grandit avec sa mère dans un environnement photographique. Il suit une bonne scolarité, époque pendant laquelle il commence à prendre des photos.
Hayashi est diplômé de l'école en 1935 et sa mère décide qu'il sera lui-même apprenti auprès du photographe Shōichi Nakayama (中山正一), Nakayama Shōichi). Nakayama est installé à Ashiya dans la préfecture de Hyōgo mais possède un second studio à Shinsaibashi près d'Osaka. Hayashi fait beaucoup d'école buissonnière entre les deux. Une nuit, il passe devant le studio d'Ashiya du photographe Iwata Nakayama et retrouve l'inspiration pour la photographie en se rendant compte de la passion qu'y consacre Nakayama. Un an plus tard, il contracte la tuberculose et retourne à Tokuyama où il pratique avec enthousiasme la photographie pendant sa convalescence et participe au groupe Neko-no-me-kai (猫の眼会), « Groupe de l’œil de chat ») auprès du photographe Sakae Tamura sous le nom Jōmin Hayashi (林城民), Hayashi Jōmin).
En 1937, Hayashi s'installe à Tokyo où il étudie à l'« école orientale de photographie » (オリエンタル写真学校), Orientaru Shashin Gakkō), de nouveau auprès de Tamura. Après l'obtention de son diplôme l'année suivante, il retourne à Tokuyama, mais « passe un an dans la dissipation, à boire beaucoup chaque soir ». Il réussit pourtant à conserver son intérêt pour la photographie et en 1939, sa famille décide de lui accorder une dernière allocation  de 200 ¥ qu'il gaspille rapidement à Tokyo en nourriture et boissons. Tamura lui trouve un emploi dans une société de développement et d'impression à Yokohama, où il travaille à la fois la gravure et la photographie commerciale. Quelques mois plus tard, il s'installe dans le quartier Tōkyō Kōgeisha (東京光芸社) à Ginza où il a bientôt une occasion inespérée de démontrer sa maîtrise inhabituelle, acquise à Yokohama, de l'éclairage au flash. La demande pour ses services augmente. Il épouse Akiko Sasaki (佐々木秋子), Sasaki Akiko), originaire de Tokuyama.
En 1940, des clichés de Hayashi paraissent dans le magazine photographique Shashin Shūhō ainsi que dans le magazine féminin Fujinkōron et Asahi Camera l'année suivante. Le couple a un premier enfant, un garçon nommé Yasuhiko (靖彦).
En 1942, Hayashi se rend à l'ambassade japonaise de Beijing avec la « North China News Photography Association » (華北広報写真協会), Kahoku Kōhō-shashin Kyōkai), qu'il vient juste de créer avec des collègues. Tandis qu'il est en Chine, il travaille beaucoup avec ce qui est alors considéré comme un objectif grand angle ce qui lui vaut le surnom de Waido no Chū-san (ワイドの忠さん), « large M. Chū »).
Les photographies de Hayashi sont publiées dans les magazines féminins Fujin Kōron et Shinjoen et les magazines de photo Shashin Bunka et Shashin Shūhō. Le couple a un second fils, Jun (潤), en 1943.

## Période tord-boyaux
Hayashi se trouve toujours à Pékin à la fin de la guerre. Il rentre au Japon en compagnie de Jun Yoshida (吉田潤), Yoshida Jun) en 1946. Le studio de photo de famille a été détruit mais avec Yoshida il ouvre un nouveau studio et produit en grande quantité des photos pour vingt ou plus magazines kasutori (カストリ雑誌), kasutori-zasshi) (magazines bon marché, sensationnels et éphémères) tous les mois. Ainsi que Hayashi le décrit plus tard, Yoshida disait aux éditeurs qu'il photographiait des femmes et Hayashi (plus tard reconnu pour ses portraits d'hommes) leur disait qu'il photographiait tout sauf des femmes. Le stratagème semble avoir fonctionné : il était fiévreusement occupé et le photographe Shōji Ueda le qualifie plus tard de « premier photographe professionnel au Japon ». Il trouve le temps de se remarier en 1946 avec une certaine Kane Watanabe (渡辺カネ), Watanabe Kane); ils ont un fils, Hidehiko (英比古), en 1947.
Toujours sociable, Hayashi a des amis et des connaissances parmi les buraiha (écrivains débauchés) et ses portraits d'Osamu Dazai et Sakunosuke Oda, tous deux pris dans le bar Lupin (ルパン, Rupan), sont à présent célèbres. À la fin de cette année, le magazine littéraire Shōsetsu Shinchō publie la première série de portraits de Hayashi intitulée Bunshi (literati) de chūkan bungaku (中間文学), autres écrivains et personnalités proches du monde de la littérature, dans son numéro de janvier 1948. La série, qui se poursuit jusqu'en 1949, est plus tard rassemblée dans une anthologie. Les portraits de Hayashi montrent leurs sujets dans leur contexte et la combinaison de leur objet et de la méthode par laquelle il les a pris occupent selon lui, une place intermédiaire (chūkan) entre le style tendu décisif de Ken Domon et le style informel et détendu de Ihei Kimura, ce qui les vaut d'être appelées « photographies intermédiaires » (中間写真), chūkan shashin). La série de portraits dont il a reçu commande reste encore neuve tandis que celle non-posée (et sans méfiance) de Jun'ichirō Tanizaki est particulièrement fameuse.
Pendant ce temps, ses portraits d'orphelins et de la vie désespérée mais parfois agréable de la ville paraissent dans les magazines d'appareil photo, d'intérêt général et de façon plus surprenante dans Fujin Kōron; les deux sont réunies en anthologie, d'abord en 1980 dans le livre Kasutori Jidai (カストリ時代), la « période tord-boyaux ») qui a une réputation durable comme document historique.
En 1954, Hayashi et les photographes Shōtarō Akiyama et Kira Sugiyama partagent un studio au sous-sol du Seimei Nihon, un vieux et sale bâtiment (démoli par la suite) situé dans le quartier Hibiya de l'arrondissement Chiyoda-ku de Tokyo.
Au début des années 1950, se fait jour une forte tendance à photographier la réalité telle quelle est, alimentée par des manifestes dans les magazines de photographies par Ken Domon et autres; Hayashi résiste à ce courant par ses photographies arrangées de telle sorte que l'ensemble et chacune de ses parties forment une composition parfaite, mise en scène si nécessaire. Pour cette raison, il est généralement considéré comme très différent d'un photographe comme Ihei Kimura.
En 1950 naît son quatrième fils.
Pendant cette période Hayashi est occupé par la fondation et la participation à diverses organisations de photographes. En compagnie d'Eiichi Akaho (赤穂英一), Akaho Eiichi), Shōtarō Akiyama, Ryōsuke Ishizu, Yōichi Midorikawa et Shōji Ueda, il est membre fondateur de « Ginryūsha » en 1947; le groupe se réunit une fois tous les deux mois pour boire et discuter. Un an plus tard, il rejoint Ken Domon, Ihei Kimura, Shigeru Tamura et d'autres pour la création du groupe de photographes Shashinka Shūdan (写真家集団) qui devient ultérieurement l'« association des photographes du Japon » (日本写真家協会), Nihon Shashinka Kyōkai). En 1953, il est membre fondateur de la section de photographie de la Nika Society (二科会写真部), Nikakai shashinbu).

## Amérique et production tardive
En 1955 Hayashi accompagne Keiko Takahashi (高橋敬緯子), Takahashi Keiko), prétendante japonaise au concours Miss Universe en Floride; ses photographies du voyage paraissent dans les magazines. Pendant des décennies après, elles restent peu connues mais quarante sont exposées dans une grande rétrospective posthume où elles rappellent que Hayashi n'a pas besoin de mettre en scène et excelle également dans l'instantané, bien que ses photographies sont toujours en contraste avec celles de Kimura dans la conscience qu'ont les sujets d'être photographiés.
Il paraît aussi dans le film Jūninin no shashinka (12人の写真家), douze photographes), réalisé par Hiroshi Teshigawara (勅使河原宏), Teshigawara Hiroshi).
Deux ans plus tard, est publié le premier des albums de Hayashi : Shōsetsu no furusato (« le décor villageois des histoires ») pour lequel Hayashi voyage autour du Japon pour trouver les décors de romans et de nouvelles, recherchant et parfois organisant des scènes qui se retrouvent dans la fiction. Plus de sept ans passent avant que soit publié son deuxième album (rythme normal à l'époque) et les photographies qui le rendent célèbre au cours de la « période kasutori » ne paraissent en anthologie que dans les années 1980.
L'âge mûr de Hayashi a ses revers. Sa femme décède en 1961, sa tuberculose réapparaît en 1970 et son deuxième fils Jun décède en 1973. Mais il continue à produire des livres, notamment le somptueux Nihon no gaka 108-nin, portraits de et œuvres représentatives par 108 peintres japonais, qui remporte à la fois le prix Mainichi des arts et le prix annuel de l'« Association des photographes du Japon » un an après sa publication en 1977.
Au début des années 1980 Hayashi voyage autour du Japon et prend des photos pour plusieurs albums. Cependant, il annonce en 1985 qu'il est atteint d'un cancer du foie. Cela ne l'empêche pas de travailler : il commence un album de photographies pour un ouvrage consacré au Tōkaidō et suggère à Yōichi Midorikawa qu'il devrait en faire un sur le San'yōdō (en). Hayashi survit deux mois à la publication de son propre livre; celui de Midorikawa ne sort qu'un an plus tard.
De 1980 à 1989, Hayashi est doyen de l'académie de photographie Nihon Shashin Gakuen (日本写真学園).
Les  travaux de Hayashi sont exposés par le musée d'art et d'histoire de Shūnan dans la préfecture de Yamaguchi.

## Expositions en solo
- Amami-ōshima (奄美大島?), Chūkō Garō (Tokyo), 1954[18].
- Taibei shashinten (滞米写真展?), Matsuya (Ginza, Tokyo), 1955[19].
- Shōsetsu no furusato (小説のふるさと?), Konishiroku Photo Gallery (Tokyo), 1957[19].
- Nihon no sakka-ten (日本の作家展?), Tokyu Group (Shibuya, Tokyo), 1971[19].
- Kasutori jidai (カストリ時代?), Fuji Photo Salon) (Tokyo et Osaka, 1980[19].
- Nagasaki, umi to jūjika (長崎・海と十字架?), Contax Gallery (Tokyo et Fukuoka), 1980[19].
- Sekai no machi kara (世界の街から?), Shinjuku Olympus Gallery (Shinjuku, Tokyo), 1980[19]. Wakita Gallery (Nagoya), 1981[19].
- Wakaki shura-tachi no sato: Chōshūji (若き修羅たちの里 長州路?), Contax Gallery (Tokyo et Fukuoka), 1981[19].
- Nihon no iemoto (日本の家元?), Kyocera Contax Salon (Ginza), 1983[19].
- Nagasaki (長崎?), Obihiro Camera Gallery (Obihiro), 1983[19].
- Saigō Takamori (西郷隆盛?), Musée d'art de Fukuoka, 1984[19].
- Arishihi no sakka-tachi (ありし日の作家たち?), Pentax Forum (Tokyo), 1984[19].
- Bunshi no jidai (文士の時代?), Fuji Photo Gallery (Tokyo), 1986[19].
- Chaya (茶屋?), Kyocera Contax Salon (Ginza), 1986[19].
- Dentō to bunka e no manazashi (伝統と文化へのまなざし?), Wakō Hall (Ginza, Tokyo), 1988[19].
- Yomigaetta heiwa no naka de (甦った平和のなかで?), Fuji Photo Gallery (Tokyo), 1988[19].
- Hayashi Tadahiko 50-nen shashin sōshūten (林忠彦50年写真総集展?), Shūnan-shi Bunka Kaikan (Tokuyama), 1988[19]. Keihan department store (Moriguchi, Osaka), 1989[20] Yokohama Civic Art Gallery (Yokohama), 1990[19].
- Hayashi Tadahiko no jidai (林忠彦の時代?), Shinjuku Konica Minolta Plaza (Shinjuku, Tokyo), 1990[19].
- Tōkaidō o toru (東海道を撮る?), Wakō Hall (Ginza, Tokyo); également à Tokuyama et Osaka, 1991[19].
- Hayashi Tadahiko sakuhinten (林忠彦作品展?), exposition en deux parties au JCII Photo Salon (Tokyo), 1991[19].
- Jidai no shashu (時代の射手?), Shimonoseki City Art Museum (Shimonoseki), 1991[19].
- Hayashi Tadahiko no sekai (林忠彦の世界?) / Tadahiko Hayashi, Musée métropolitain de photographie de Tokyo (Ebisu, Tokyo), 1993[19].
- Kasutori jidai (カストリ時代?), Fuji Photo Salon (Ginza, Tokyo), 2007[19].
- Hayashi Tadahiko no sekai (林忠彦の世界?), Keihan department store] (Moriguchi, Osaka), 2009[20],[21].
- Shinjuku, jidai no katachi: Kasutori jidai, bunshi no jidai (新宿・時代の貌 カストリ時代・文士の時代?), Shinjuku, the shape of the times: The time of kasutori, the time of the literati), Shinjuku Historical Museum (Shinjuku, Tokyo), 2009[22].

## Livres

### Livres par et sur Hayashi
- Shōsetsu no furusato (小説のふるさと?), The village settings of stories). Tokyo : Chūō Kōronsha, 1957.
- Karā Nihon fūkei (カラー日本風景?). Kyoto : Tankō Shinsha, 1964.
- Nihon no sakka: Hayashi Tadanobu shashin (日本の作家：林忠信写真?). Tokyo : Shufu-to-seikatsu-sha, 1971.
- Nihon no keieisha (日本の経営者?). Texte de Daizō Kusayanagi (草柳大蔵?), Kusayanagi Daizō). Tokyo : Daiyamondo-sha, 1975.
- Jinbutsu shashin (人物写真?), Portrait photographs). Gendai Kamera Shinsho 50. Tokyo : Asahi Sonorama, 1978. À propos de la façon de photographier des portraits.
- Nihon no gaka 108-nin (日本の画家108人?), 108 peintres japonais). 2 vol. Tokyo: Bijutsu Shuppansha, 1978. Photographies de peintres et de leurs œuvres : somptueuse édition en coffret.
- Nagasaki: Umi to jūjika (長崎：海と十字架?), Nagasaki : la mer et la crucifix). Nihon no Kokoro 8. Tokyo : Shūeisha, 1980.
- Nihon no iemoto (日本の家元?). Tokyo: Shūeisha, 1980.
- Kasutori jidai: Shōwa 21 nen, Tōkyō, Nihon (カストリ時代：昭和21年、東京、日本?). Tokyo : Asahi Sonorama, 1980. Avec un essai de essai Junnosuke Yoshiyuki.
- Wakaki shura-tachi no sato: Chōshūji (若き修羅たちの里：長州路?). Tokyo : Kōdansha, 1981.
- Hayashi Tadahiko (林忠彦?). Shōwa Shashin: Zenshigoto 3. Tokyo: Asahi Shinbun-sha, 1982. Étude de l’œuvre de Hayashi.
- Tennonzan gohyaku rakanji : Ryōjusen shaka seppō zu (天恩山五百羅漢寺：霊鷲山釈迦説法図?). Tokyo : Gohyaku Rakanji, 1982.
- Shashin: Saigō Takamori (写真：西郷隆盛?). Tokyo : Kirihara Shoten, 1983.
- Nihon no iemoto (日本の家元?). Tokyo: Shūeisha, 1983. Sur le système Iemoto du Japon.
- Nihon no misaki (日本の岬?). Tokyo: Kirihara Shoten, 1985.
- Bunshi no jidai (文士の時代?), The era of literati). Tokyo: Asahi, 1986.  (ISBN 4-02-255483-5). Photographies en noir et blanc prises beaucoup plus tôt.
- Chashitsu (茶室?), Tokyo, Fujin Gahō, 1986.
- Kasutori jidai: Renzu ga mita Shōwa nijūnendai, Tōkyō (カストリ時代：レンズが見た昭和20年代・東京?), La période kasutori: 1945-55 seen by the lens, Tokyo). Asahi bunko. Tokyo: Asahi Shinbunsha, 1987.  (ISBN 4-02-260428-X). Un remaniement de l'ouvrage de 1980 en bunko (format miniature).
- Bunshi no jidai (文士の時代?). Asahi bunko. Tokyo: Asahi Shinbunsha, 1988.  (ISBN 4-02-260510-3). Un remaniement de l'ouvrage de 1986 en bunko (format miniature).
- Ikyo Kōjitsu (異郷好日?) / To Spend Pleasant Days in a Foreign Land. Tokyo: BeeBooks, 1989./(en)
- Tōkaidō (東海道?). Tokyo: Shūeisha, 1990.  (ISBN 4-08-532028-9). Photographies en couleur de paysages le long du Tōkaidō.
- Hanseiki no danmen: Hayashi Tadahiko 50-nen shashin sōshūten (半世紀の断面：林忠彦50年写真総集展?). Yokohama: Hayashi Tadahiko 50-nen Shashin Sōshūten Jikkō Iinkai, 1990.
- Hayashi Tadahiko taidanshū: Shashin suru tabibito: Warera Kontakkusu nakama yori 林忠彦対談集写真する旅人：われらコンタックス仲間より (?). Tokyo: Nippon Camera, 1991.  (ISBN 4-8179-2012-2).
- Hayashi Tadahiko shashin zenshū (林忠彦写真全集?), Tadahiko Hayashi collected works). Tokyo : Heibonsha, 1992.  (ISBN 4-582-27725-X). Grande anthologie des œuvres d'Hayashi.
- Sanka (讃歌?). Sun Art, 1992. Photographie des travaux de Hiroki Oda (織田廣喜?), Oda Hiroki).
- Zenkoku meichashitsu annai : Itsudemo haiken dekiru: Kokuhō kara meiseki made (全国名茶室案内：いつでも拝見できる：国宝から名席まで?). Tokyo : Fujin Gahō, 1993.  (ISBN 4-573-40008-7).
- Kyō no chashitsu: Setouchi Jakuchō san  to otozureru: Meisō to kataru cha no kokoro (京の茶室：報瀬戸内寂聴さんと訪れる：僧と語る茶の心?). Tokyo: Fujin Gahō, 1993.  (ISBN 4-573-40007-9).  Avec Yoshikatsu Hayashi (le fils du photographe).
- Hayashi Tadahiko no sekai : Hayashi Tadahiko no mita sengo: Kasutori, bunshi, soshite Amerika (林忠彦の世界：林忠彦の見た戦後、カストリ・文士・そしてアメリカ?) / Tadahiko Hayashi. Tokyo: Musée métropolitain de photographie de Tokyo, 1993.(en) Le titre japonais signifie « le monde de Tadahiko Hayashi : la période d'après-guerre qu'a vue Tadahiko Hayashi : Kasutori, literati et America; L'excellent catalogue  se concentre sur ces trois périodes de l’œuvre de Hayashi. Légendes et textes en anglais, ainsi qu'en japonais.
- Hayashi Tadahiko (林忠彦?), Tadahiko Hayashi). Nihon no Shashinka. Tokyo: Iwanami Shoten, 1998.  (ISBN 4-00-008365-1).
- Tōkaidō no tabi: Shashinshū (東海道の旅：写真集?) / Journeys along the Tokaido. Tokyo : Wedge, 2006.  (ISBN 4-900594-91-1). Texte de Yoshikatsu Hayashi (le fils du photographe).
- Bunshi to shōsetsu no furusato (文士と小説のふるさと?) / Bunshi. Tokyo : Pie, 2007.  (ISBN 978-4-89444-596-3)./(en) Collection de photographies d'écrivains et aussi photos prises dans les lieux de romans. Du texte et des commentaires sur chaque photo en japonais uniquement, légendes et certains autres documents également en anglais.
- Kasutori no jidai (カストリの時代?) / Kastori.  Tokyo : Pie, 2007.  (ISBN 978-4-89444-597-0)./(en) Japan shortly after the end of the war. Texte uniquement en japonais; légendes également en anglais.
- Shinjuku, jidai no katachi: Kasutori jidai, bunshi no jidai (新宿・時代の貌 カストリ時代・文士の時代?), Shinjuku, the shape of the times: The time of kasutori, the time of the literati). Tokyo : Shinjuku Historical Museum, 2009. Catalogue d'exposition.

### Autres livres
- Association to Establish the Japan Peace Museum, ed. Ginza to sensō (銀座と戦争?) / Ginza and the War. Tokyo: Atelier for Peace, 1986.  (ISBN 4-938365-04-9). Hayashi est un parmi dix photographes; les autres sont Ken Domon, Shigeo Hayashi, Kōyō Ishikawa, Kōyō Kageyama, Shunkichi Kikuchi, Ihei Kimura, Kōji Morooka, Minoru Ōki et Maki Sekiguchi qui fournissent 340 photos pour cette large histoire bien illustrée de Ginza de 1937 à 1947. Légendes et textes en japonais et en anglais.
- (travail collectif) Bunshi no shōzō hyakujūnin (文士の肖像一一〇人?), « Portraits de 110 lettrés »). Tokyo: Asahi Shinbunsha, 1990. Hayashi est un des cinq photographes; les autres sont Shōtarō Akiyama, Ken Domon, Hiroshi Hamaya et Ihei Kimura.
- Hiraki, Osamu et Keiichi Takeuchi. Japan, autoportrait : Photographies 1945-1964. Paris: Flammarion, 2004.  (ISBN 2-08-030463-1). Hayashi est un des onze photographes dont les œuvres apparaissent dans ce grand livre (le autres sont Ken Domon, Hiroshi Hamaya, Eikoh Hosoe, Yasuhiro Ishimoto, Kikuji Kawada, Ihei Kimura, Shigeichi Nagano, Ikkō Narahara, Takeyoshi Tanuma et Shōmei Tōmatsu).
- (ja) Sengo shashin / Saisei to tenkai (戦後写真・再生と展開?) / Twelve Photographers in Japan, 1945-55. Yamaguchi: Yamaguchi Prefectural Museum of Art, 1990. . Malgré le titre alternatif en anglais, presque tout l'ouvrage est exclusivement en japonais (bien que chacun des douze photographes dispose d'une chronologie en anglais). Catalogue d'une exposition tenue au musée d'art de la préfecture de Yamaguchi. Vingt des photographies de Hayashi de kasutori jidai sont reproduites pp. 7,17.
- Tōkyō: Toshi no shisen (東京：都市の視線?) / Tokyo: A City Perspective. Tokyo : Musée métropolitain de photographie de Tokyo, 1990. . Onze photographies de la série Kasutori no jidai apparaissent dans ce catalogue somptueux d'une exposition de photographies en noir et blanc d'après-guerre. Légendes et textes en japonais et en anglais.